# Зуби людини

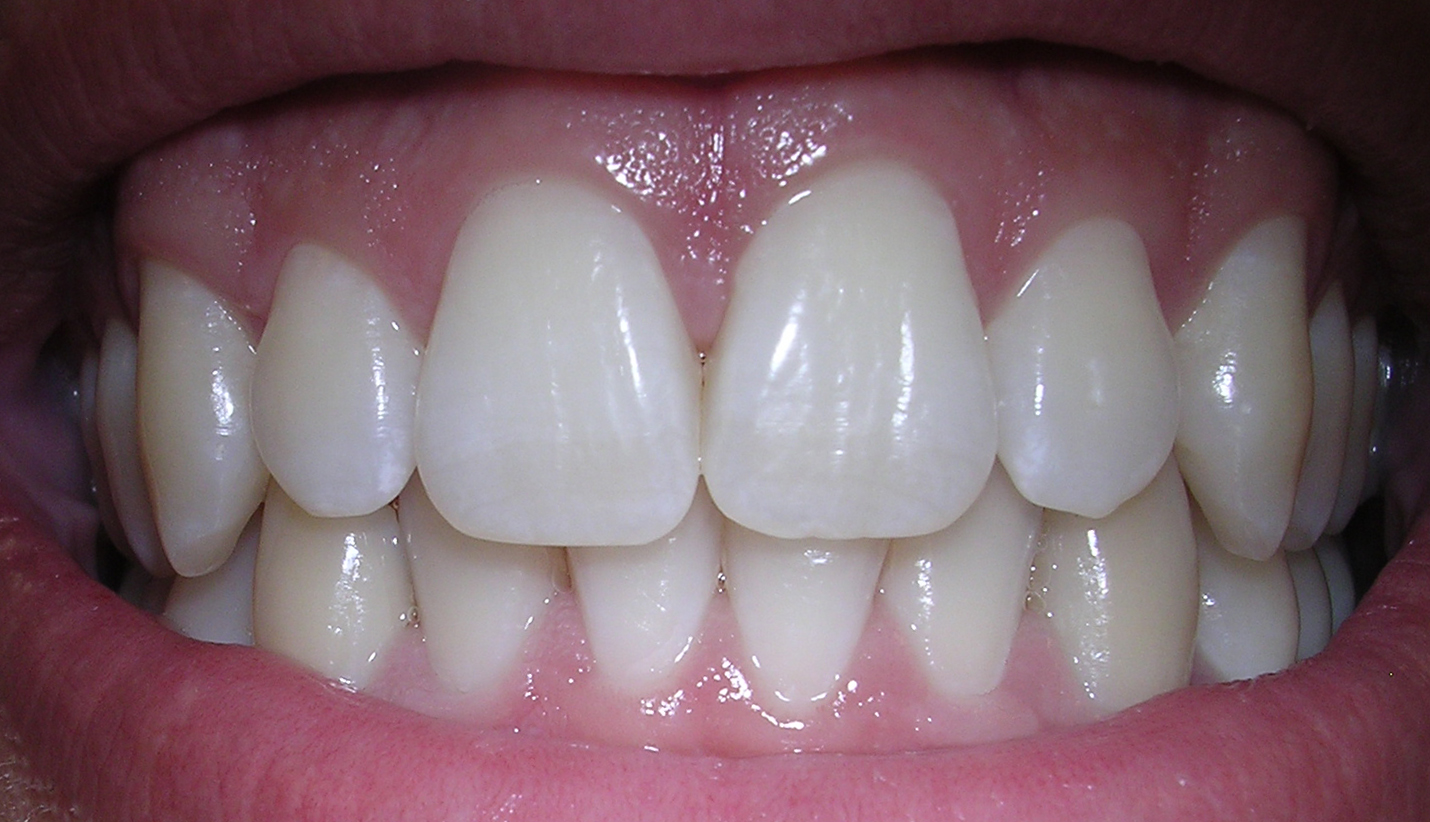
Зуби людини

Зуби людини допомагають їй розкушувати, пережовувати їжу, також беруть участь в утворенні звуків, і є важливою частиною усмішки.
Усередині зуба знаходиться сполучна тканина, яка пронизана нервами і кровоносними судинами (пульпа).
Розрізняють молочні та корінні (постійні) зуби.
У дітей молочні зуби починають прорізатися у віці від 3 місяців. У період від 6 до 12 років молочні зуби поступово замінюються постійними. Молочних зубів усього 20: 8 різців, 4 ікла і 8 молярів.
У дорослих людей зазвичай від 28 до 32 постійних зубів. З них 8 різців, 4 ікла, 8 малих корінних (премолярів) і 8-12 великих корінних зубів (молярів). Відсутність третіх молярів (так званих «зубів мудрості») є нормою.

## Функції зубів
За основною функцією зуби поділяють на:
- різці  — передні зуби, які прорізаються першими у дітей, слугують для захоплення і розрізання їжі;
- ікла  — конусоподібні зуби, які слугують для розривання і утримання їжі;
- премоляри (малі корінні)  — призначені для роздавлювання, перетирання їжі, також вони можуть використовуватися і для розривання їжі;
- моляри (великі корінні)  — задні зуби, які слугують для перетирання їжі, мають частіше три кореня на верхній щелепі і два  — на нижній.

## Аномалії
Додаткові зуби (понад 20 молочних чи понад 32 постійних) вважають стоматологічною аномалією, що має назву гіперодонтія. Частоту появи додаткових зубів оцінюють від 0,1 % до 3,8 % для молочних та від 0,3 % до 0,6 % — для постійних. В азійців така аномалія трапляється частіше. Четвертий моляр порівняно часто траплявся у тасманійців.